# 佩季亞赫
60°45′N 72°47′E / 60.750°N 72.783°E
佩季亞赫（俄语：Пыть-Ях）是俄羅斯漢特-曼西自治區東部的一個城市，位於大巴雷克河畔，距漢特-曼西斯克西南350公里。據2002年的人口普查，人口為41,813人。
1990年與馬蒙托沃合併。城名是漢特語「好人的地方」的意思。